# 황완리
황완리(중국어 간체자: 黄万里, 정체자: 黃萬里, 병음: Huáng Wànlǐ; 1911년 8월 20일 – 2001년 8월 27일)는 중국의 수문학자였다. 황완리는 1953년부터 2001년까지 칭화 대학 교수였다.

## 생애
황완리는 1911년 8월 20일 장쑤성 촨샤현(현재의 푸둥 신구, 상하이시)에서 황옌페이와 왕지우시(중국어 간체자: 王纠思)의 9남매 중 넷째로 태어났다. 1924년에 우시 공업학교에 입학했다. 1927년에 탕산 자오퉁 대학(현재의 사우스웨스트 자오퉁 대학)에 입학하여 1932년에 졸업했다. 대학 졸업 후, 항저우-저장 철도에서 수습 엔지니어로 일했다. 1934년에 황완리는 미국으로 건너갔다. 그는 1935년에 코넬 대학교에서 수문학 석사 학위를 받았고 1937년에 일리노이 대학교에서 공학 박사 학위를 받았다.
1945년에 황완리는 중국 수자원부의 엔지니어가 되었다. 그는 1947년부터 1949년 4월까지 간쑤 수자원국의 수석 엔지니어 겸 국장이었다. 1949년 9월에는 동북 중국 수자원 관리국의 고문이었다. 1950년 6월부터 탕산 자오퉁 대학에서 가르쳤고, 1953년에 칭화 대학으로 전근했다.
1957년에 황완리는 황하의 싼먼샤 댐에 대한 비판 때문에 마오쩌둥에 의해 "우파"로 낙인찍혀 박해를 받았다. 그 후 그는 고된 노동을 하기 위해 장시성포양호로 보내졌고, 1974년에 칭화 대학으로 다시 전근되었다. 문화대혁명 기간 동안, 칭화 대학의 학생들은 그와 다른 "반동 인물"들을 거리에서 퍼레이드하고 공개적으로 구타했다. 황완리는 1980년 2월 26일에 칭화 대학 공산당 위원회에 의해 무죄가 입증되었다.
2001년 8월 27일, 황완리는 칭화 대학 캠퍼스에서 사망했다. 그는 2021년 4월 5일에 그의 아내 딩위쥔과 함께 중국 베이징 창핑구 펑황산 묘지 10구역 8열 12번에 안장되었다.

## 개인 생활
황완리는 중국국민당의 창립자 중 한 명인 딩웨이펀의 딸인 딩위쥔(중국어 간체자: 丁玉隽)과 결혼했다. 그들에게는 여섯 명의 자녀가 있었다:
- 딸 황치에위안(중국어 간체자: 黄且圆)
- 아들 황관훙(중국어 간체자: 黄观鸿)
- 딸 황우만(중국어 간체자: 黄无满)
- 아들 황얼타오(중국어 간체자: 黄二陶)
- 아들 황루춘(중국어 간체자: 黄鲁淳)
- 딸 황샤오루(중국어 간체자: 黄肖路)